# Albert William Herre
Albert William Christian Theodore Herre (Toledo, Ohio, 1868. szeptember 16. –  Santa Cruz, Kalifornia, 1962. január 16.) amerikai ichthiológus és  lichenológus. Zoológiai szakmunkákban nevének rövidítése: „Herre”.

## Életrajza
Az Ohio államban lévő Toledóban született 1868 szeptember 16-án. A  Stanford Egyetemen tanult és 1903-ban főiskolai diplomát szerzett botanikából, majd az ichthiológia szakirányban végezte el az egyetemet és ebből ugyanitt doktorált is. Természettudományi munkásságában jelentős a Fülöp-szigetek halfajait érintő feltáró tevékenysége. 1962 január 16-án hunyt el Kalifornia, Santa Cruzban.

## A Fülöp-szigeteken végzett munkája
Herre munkásságában a legjelentősebb az a tudományos rendszertani munka, melyet a Fülöp-szigeteken végzett. 1919-től 1928-ig Manilában ő volt a Természettudományi Hivatal halászati vezetője. A szigetek ebben az időben amerikai fennhatóság alá tartoztak és ő volt felelős a szigetvilág addig még ismeretlen halfajainak feltérképezésért. A látványos szépségű mandarinhal (Synchiropus splendidus) első leírója.

## Publikációi
- Herre, A. W. (1927). „Gobies of the Philippines and the China sea” (angol nyelven). The Philippine Bureau of Science, Monographic Publications on Fishes 23, 78. o, Kiadó: Manila:Bureau of Printing.
- Herre, A. W. (1925). „Notes on Philippine Sharks, II. The great white shark, the whale shark, and the cat sharks and their allies in the Philippines” (angol nyelven). Philippine Journal of Fisheries 26 (1), 113–129. o, Kiadó: Manila:Bureau of Printing.
- Herre, A. W. (1924). „Distribution of the true fresh-water fishes in Philippines I: The Philippine Cyprinidae” (angol nyelven). Philippine Journal of Science 24 (3), 249–307. o, Kiadó: Manila:Bureau of Printing.